# Малых, Юрий Александрович
Юрий Александрович Малых (1931-2020) — российский инженер, организатор производства, директор завода № 45 ПО «Маяк» (1996—2002), лауреат Ленинской премии.

## Биография
Родился 31.10.1931 в селе Пырское Котласского района Архангельской области в семье учителей. Вскоре после рождения вместе с родителями переехал в с. Саваслейка Кулебакского района Горьковской области.
Окончил Горьковский университет (28.06.1953) по специальности физик-химик с присвоением квалификации «химик-исследователь».
В 1953—1955 гг. лаборант, младший научный сотрудник предприятия п/я 215, г. Касли.
С 1 июня 1955 г. на заводе № 45 (радиоизотопный завод) химкомбината «Маяк»(г. Озёрск):
- 1955—1956 инженер-химик.
- 1956—1957 старший инженер-технолог.
- 1957—1960 начальник отделения.
- 1960—1962 заместитель начальника цеха.
- 1962—1994 заместитель главного инженера.
- 17.10.1994-1996 главный инженер.
- с 16.09.1996 г. — директор завода 45 ПО «Маяк».

С 2002 г. на пенсии.
Лауреат Ленинской премии (21.04.1966). Заслуженный химик Российской Федерации (2002). Награждён в 1962 г. медалями «За трудовое отличие» (1962), «За доблестный труд. В ознаменование 100-летия со дня рождения В. И. Ленина» (1970), «Ветеран труда», серебряной медалью ВДНХ (1961).
Жена — Варенцова Инна Александровна, сыновья Александр и Михаил.